# Salzböden
Salzböden ist ein Ortsteil der Stadt Lollar im mittelhessischen Landkreis Gießen. Neben der Ortschaft Salzböden gehört die Siedlung Schmelz (im Nordwesten) ebenfalls zum Ortsteil.

## Geografie
Salzböden liegt an der Salzböde, kurz bevor diese bei Odenhausen in die Lahn mündet. Der Ort liegt im Naturraum Niederwalgern-Fronhäuser Lahntal, das Kastental der Salzböde oberhalb und die westlich umgebenden Berge gehören zum Krofdorfer Forst.

## Geschichte

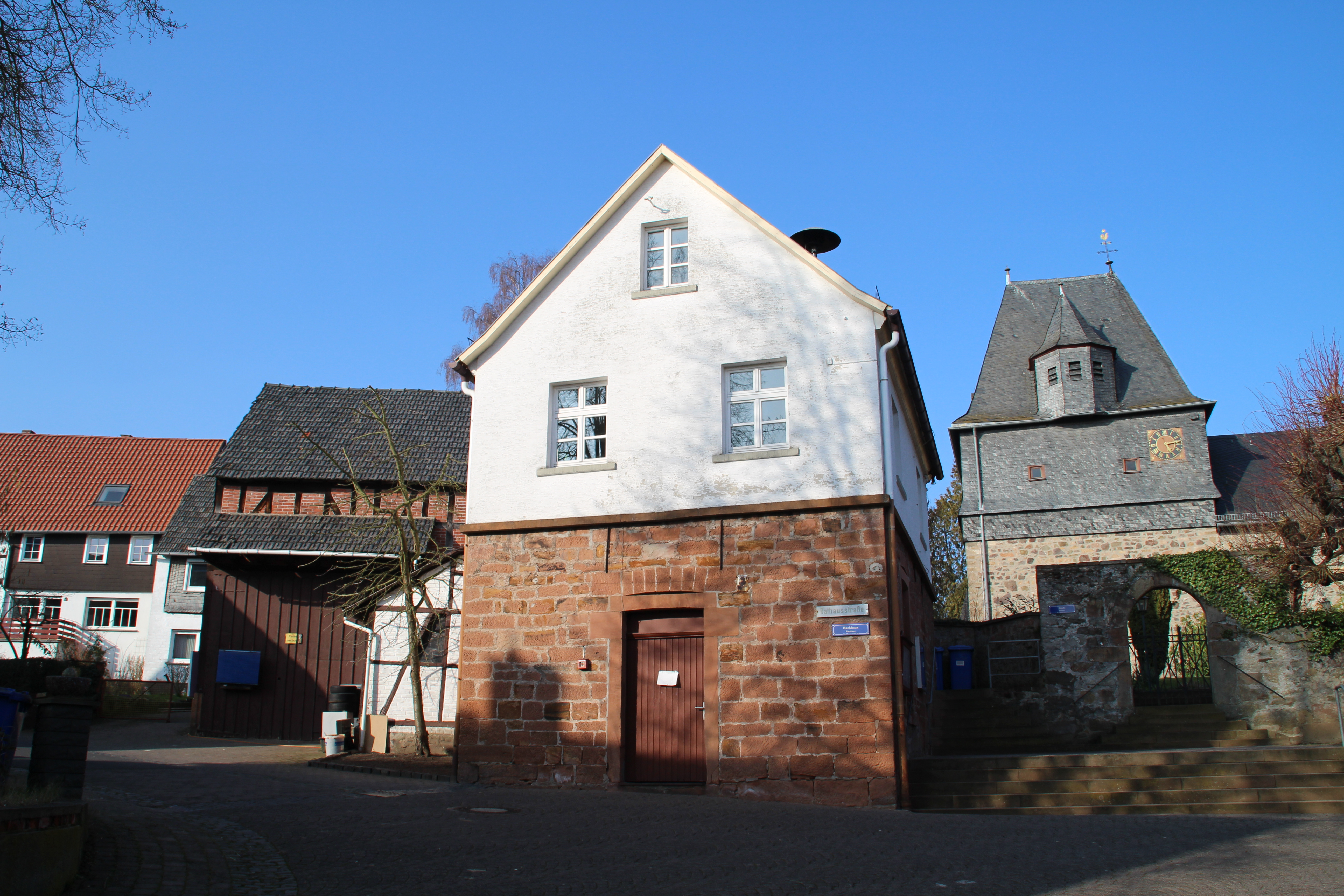
Historischer Ortskern

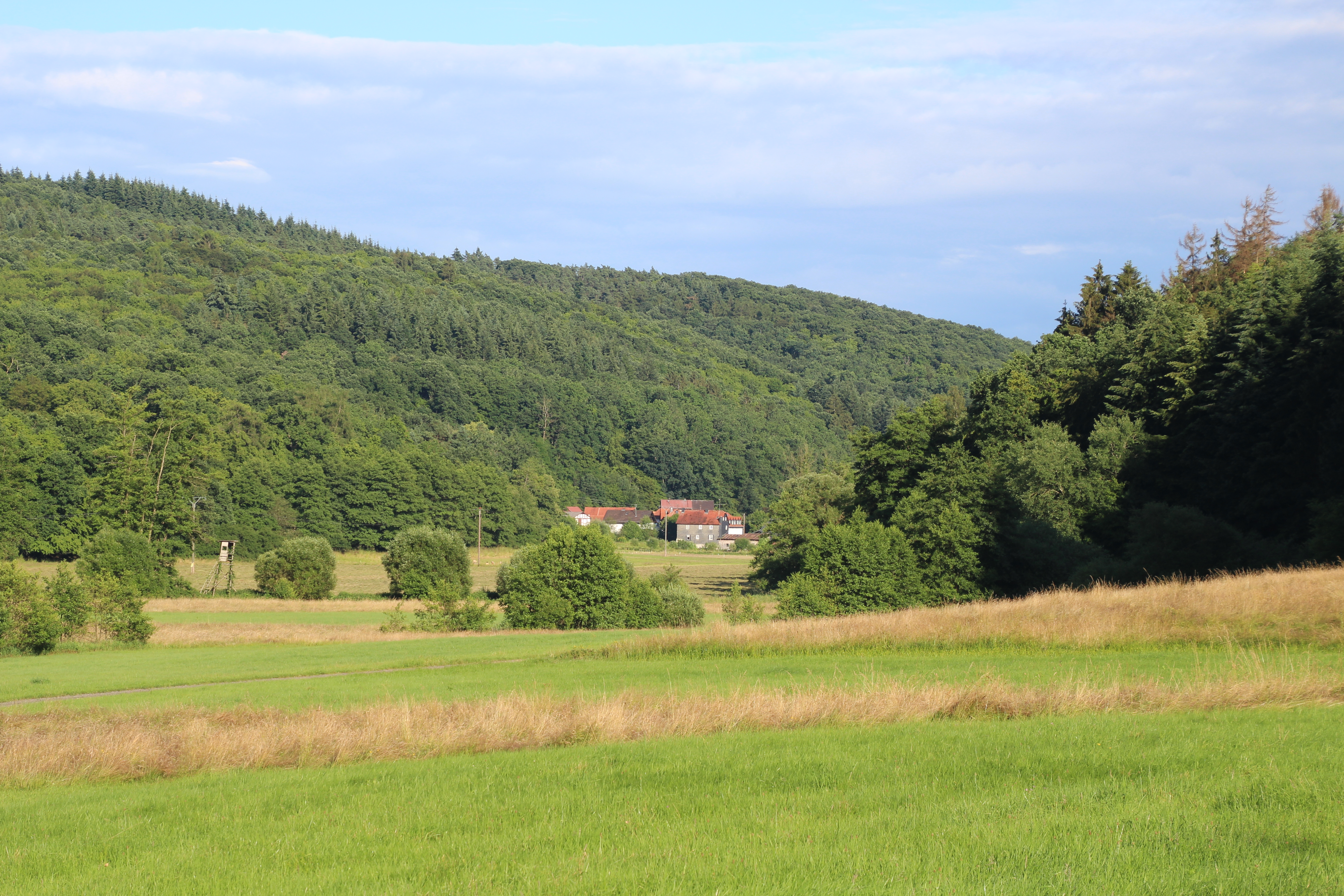
Tal der Salzböde mit Siedlung Schmelz

### Ortsgeschichte
Die älteste bekannte schriftliche Erwähnung von Salzböden erfolgte unter dem Namen Salzbutine im Codex Eberhardi und wird in die Zeit 750–779 datiert.
Die Kirche in Salzböden wurde im 13. Jahrhundert als Wehrturm errichtet und im Jahr 1600 durch einen östlichen Choranbau erweitert.
Hessische Gebietsreform (1970–1977)
Die bis dahin selbständige Gemeinde Salzböden, die dem Landkreis Wetzlar angehörte, wurde zum 31. Dezember 1971 im Zuge der Gebietsreform in Hessen auf freiwilliger Basis in die Gemeinde Lollar eingemeindet. Für den Stadtteil Salzböden wurde ein Ortsbezirk gebildet.

## Bevölkerung

### Einwohnerstruktur 2011
Nach den Erhebungen des Zensus 2011 lebten am Stichtag dem 9. Mai 2011 in Salzböden 1239 Einwohner. Darunter waren 30 (2,4 %) Ausländer. Nach dem Lebensalter waren 147 Einwohner unter 18 Jahren, 525 zwischen 18 und 49, 258 zwischen 50 und 64 und 216 Einwohner waren älter. Die Einwohner lebten in 489 Haushalten. Davon waren 102 Singlehaushalte, 138 Paare ohne Kinder und 192 Paare mit Kindern, sowie 48 Alleinerziehende und 6 Wohngemeinschaften. In 90 Haushalten lebten ausschließlich Senioren und in 336 Haushaltungen lebten keine Senioren.

### Einwohnerentwicklung
Belegte Einwohnerzahlen bis 1970 sind:
- 1834: 427 evangelische Einwohner, 78 Häuser
- 1961: 567 evangelische (= 74,61 %), 185 katholische (= 24,34 %) Einwohner

| Salzböden: Einwohnerzahlen von 1834 bis 2022 | Salzböden: Einwohnerzahlen von 1834 bis 2022 | Salzböden: Einwohnerzahlen von 1834 bis 2022 | Salzböden: Einwohnerzahlen von 1834 bis 2022 | Salzböden: Einwohnerzahlen von 1834 bis 2022 |
| --- | -------------------------------------------- | -------------------------------------------- | -------------------------------------------- | -------------------------------------------- |
| Jahr |                                              |                                              |                                              | Einwohner                                    |
| 1834 | 1834                                         |                                              | 427                                          | 427                                          |
| 1840 | 1840                                         |                                              | 457                                          | 457                                          |
| 1846 | 1846                                         |                                              | 486                                          | 486                                          |
| 1852 | 1852                                         |                                              | 489                                          | 489                                          |
| 1858 | 1858                                         |                                              | 486                                          | 486                                          |
| 1864 | 1864                                         |                                              | 487                                          | 487                                          |
| 1871 | 1871                                         |                                              | 499                                          | 499                                          |
| 1875 | 1875                                         |                                              | 494                                          | 494                                          |
| 1885 | 1885                                         |                                              | 470                                          | 470                                          |
| 1895 | 1895                                         |                                              | 464                                          | 464                                          |
| 1905 | 1905                                         |                                              | 504                                          | 504                                          |
| 1910 | 1910                                         |                                              | 503                                          | 503                                          |
| 1925 | 1925                                         |                                              | 498                                          | 498                                          |
| 1939 | 1939                                         |                                              | 502                                          | 502                                          |
| 1946 | 1946                                         |                                              | 707                                          | 707                                          |
| 1950 | 1950                                         |                                              | 749                                          | 749                                          |
| 1956 | 1956                                         |                                              | 704                                          | 704                                          |
| 1961 | 1961                                         |                                              | 760                                          | 760                                          |
| 1967 | 1967                                         |                                              | 803                                          | 803                                          |
| 1970 | 1970                                         |                                              | 841                                          | 841                                          |
| 1980 | 1980                                         |                                              | ?                                            | ?                                            |
| 1990 | 1990                                         |                                              | ?                                            | ?                                            |
| 2000 | 2000                                         |                                              | ?                                            | ?                                            |
| 2011 | 2011                                         |                                              | 1.239                                        | 1.239                                        |
| 2022 | 2022                                         |                                              | 1.189                                        | 1.189                                        |
| Datenquelle: Historisches Gemeindeverzeichnis für Hessen: Die Bevölkerung der Gemeinden 1834 bis 1967. Wiesbaden: Hessisches Statistisches Landesamt, 1968. Weitere Quellen: LAGIS; Zensus 2011; Stadt Lollar |                                              |                                              |                                              |                                              |

### Verwaltungsgeschichte im Überblick
Die folgende Liste zeigt die Staaten und Verwaltungseinheiten, denen Salzböden angehört(e):
- 750/779: Lahngau
- 1585: Heiliges Römisches Reich, Grafschaft Nassau-Weilburg, Amt Gleiberg
- vor 1806 Heiliges Römisches Reich, Fürstentum Nassau-Weilburg, Oberamt Atzbach, Amt Gleiberg
- ab 1806: Herzogtum Nassau,[Anm. 2] Amt Gleiberg
- ab 1816: Königreich Preußen, Provinz Großherzogtum Niederrhein, Regierungsbezirk Koblenz, Kreis Wetzlar[Anm. 3]
- ab 1822: Königreich Preußen, Rheinprovinz, Regierungsbezirk Koblenz, Kreis Wetzlar[Anm. 4]
- ab 1867: Norddeutscher Bund,[Anm. 5] Königreich Preußen, Rheinprovinz, Regierungsbezirk Koblenz, Kreis Wetzlar
- ab 1871: Deutsches Reich, Königreich Preußen, Rheinprovinz, Regierungsbezirk Koblenz, Kreis Wetzlar
- ab 1918: Deutsches Reich (Weimarer Republik), Freistaat Preußen, Rheinprovinz, Regierungsbezirk Koblenz, Kreis Wetzlar
- ab 1932: Deutsches Reich, Freistaat Preußen, Provinz Hessen-Nassau, Regierungsbezirk Wiesbaden, Kreis Wetzlar
- ab 1944: Deutsches Reich, Freistaat Preußen, Provinz Nassau, Kreis Wetzlar
- ab 1945: Amerikanische Besatzungszone,[Anm. 6] Groß-Hessen, Regierungsbezirk Wiesbaden, Kreis Wetzlar
- ab 1949: Bundesrepublik Deutschland, Land Hessen, Regierungsbezirk Wiesbaden, Kreis Wetzlar
- ab 1968: Bundesrepublik Deutschland, Land Hessen, Regierungsbezirk Darmstadt, Kreis Wetzlar
- ab 1972: Bundesrepublik Deutschland, Land Hessen, Regierungsbezirk Darmstadt, Landkreis Gießen, Stadt Lollar[Anm. 7]
- ab 1977: Bundesrepublik Deutschland, Land Hessen, Regierungsbezirk Darmstadt, Lahn-Dill-Kreis, Stadt Lollar
- ab 1979: Bundesrepublik Deutschland, Land Hessen, Regierungsbezirk Darmstadt, Landkreis Gießen, Stadt Lollar
- ab 1981: Bundesrepublik Deutschland, Land Hessen, Regierungsbezirk Gießen, Landkreis Gießen, Stadt Lollar

## Politik
Für Salzböden besteht ein Ortsbezirk (Gebiete der ehemaligen Gemeinde Salzböden) mit Ortsbeirat und Ortsvorsteher nach der Hessischen Gemeindeordnung.
Der Ortsbeirat Salzböden besteht aus fünf Mitgliedern. Bei den Kommunalwahlen in Hessen 2021 betrug die Wahlbeteiligung zum Ortsbeirat 51,77 %. Dabei wurden gewählt: je zwei Mitglieder der CDU und der SPD und ein Mitglied des Bündnis 90/Die Grünen. Der Ortsbeirat wählte Harald Pusch (SPD) zum Ortsvorsteher.

## Kultur und Sehenswürdigkeiten

### Bauwerke
- Evangelische Kirche (Salzböden)
- Schmelzmühle (Salzböden)
- Ehemaliges Gronauer Schloss aus der Karolingerzeit.[12]
- Schönemühle (Neue Mühle)

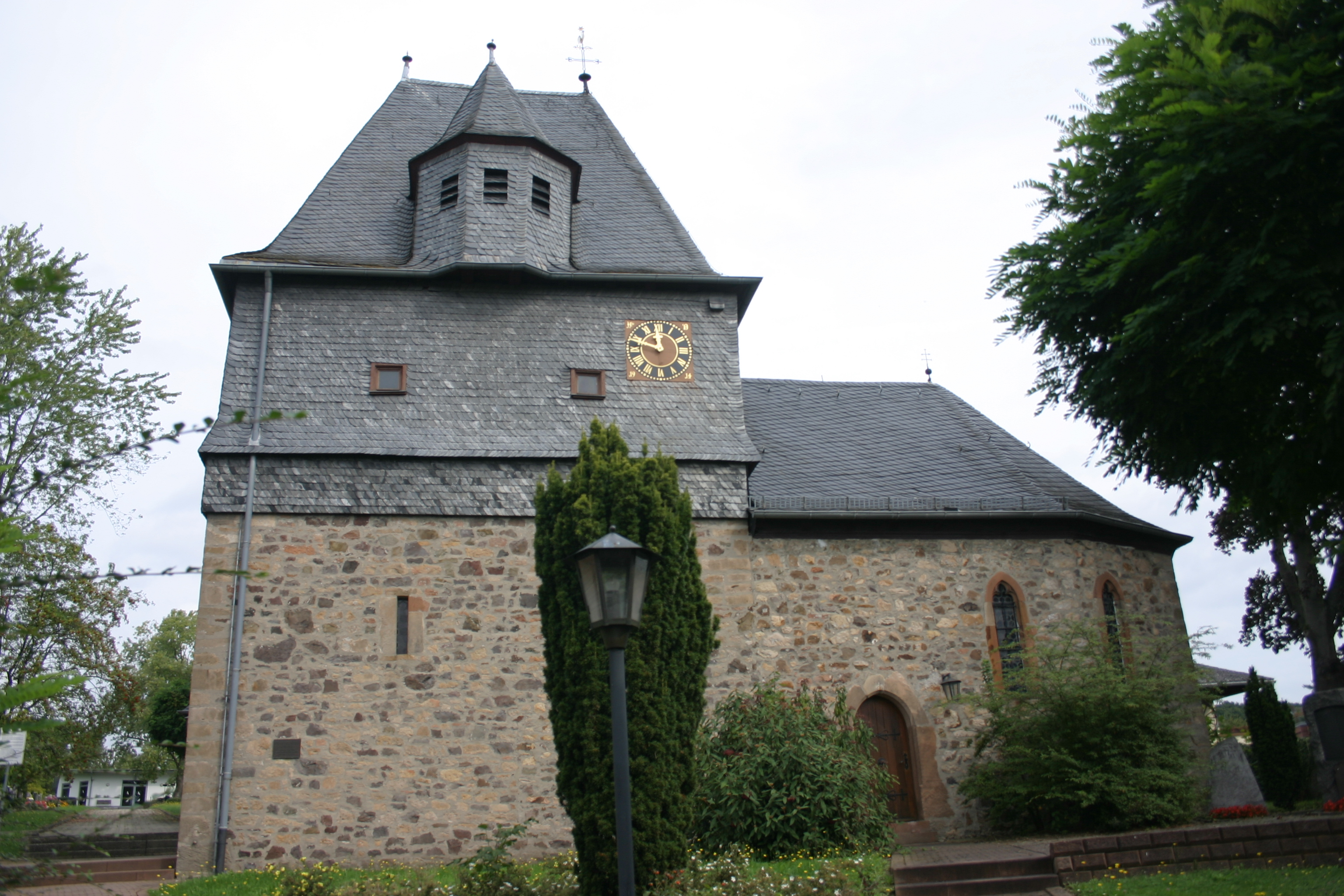
Evangelische Kirche
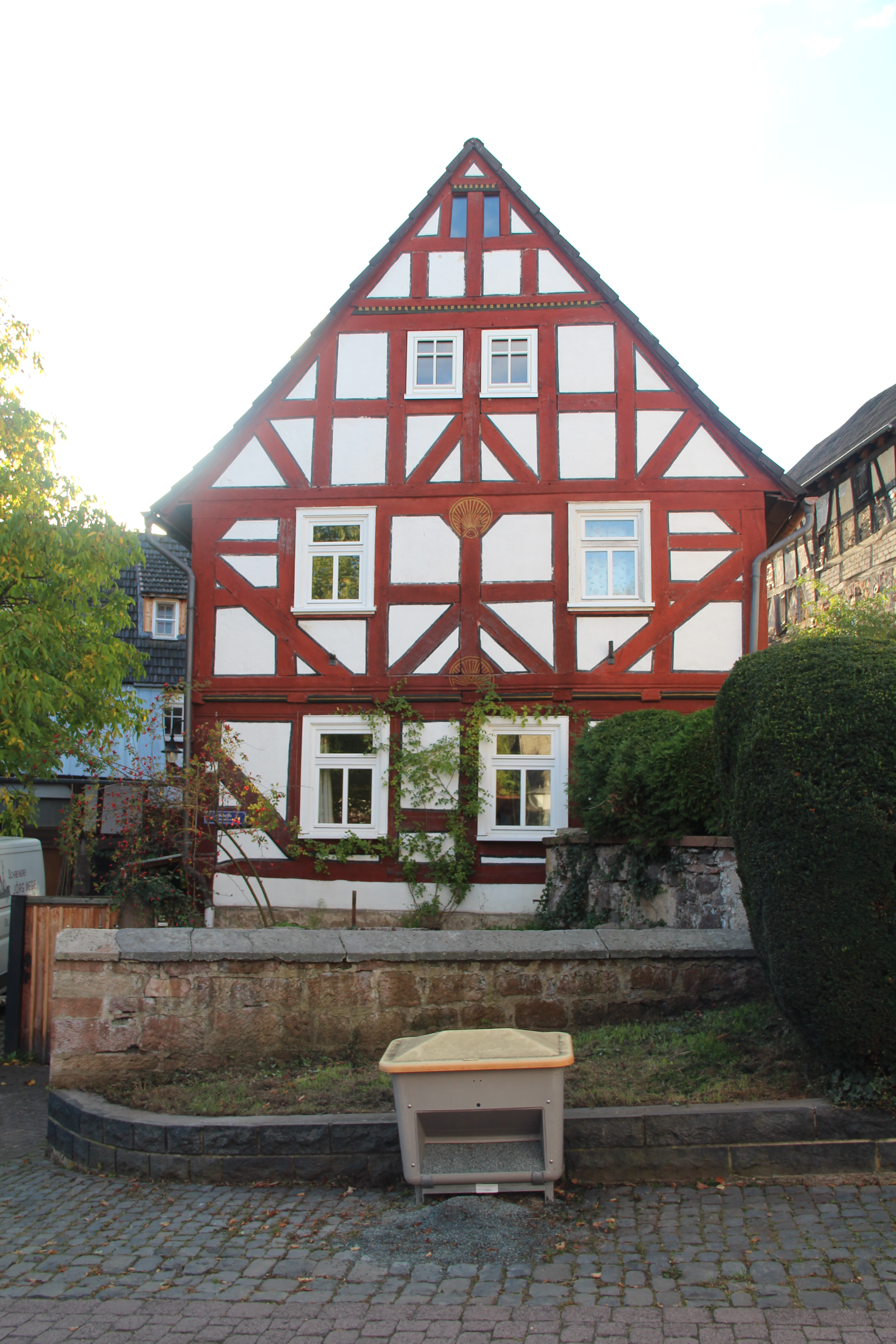
„Scheffe-Haus“ mit Brunnen
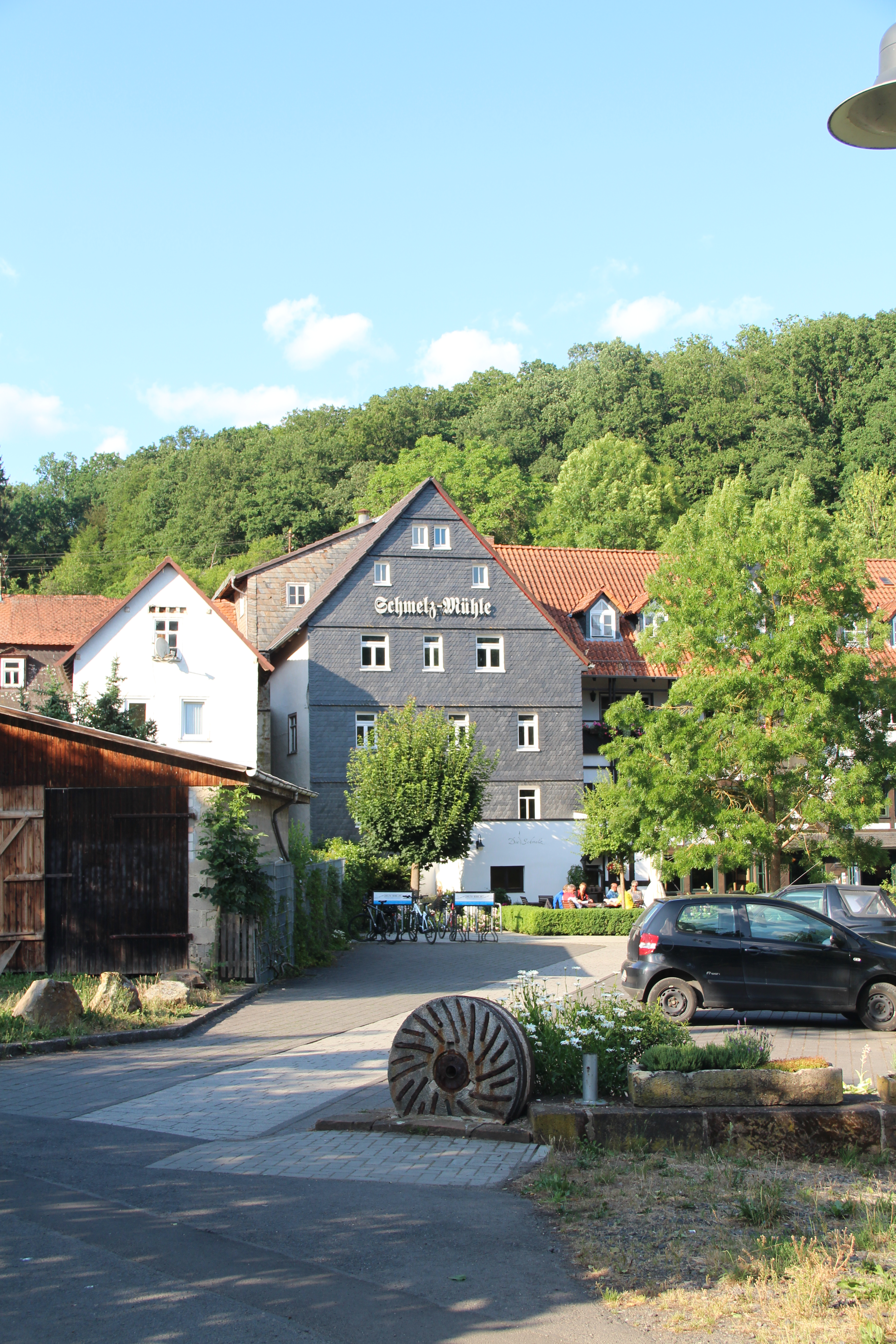
Schmelzmühle
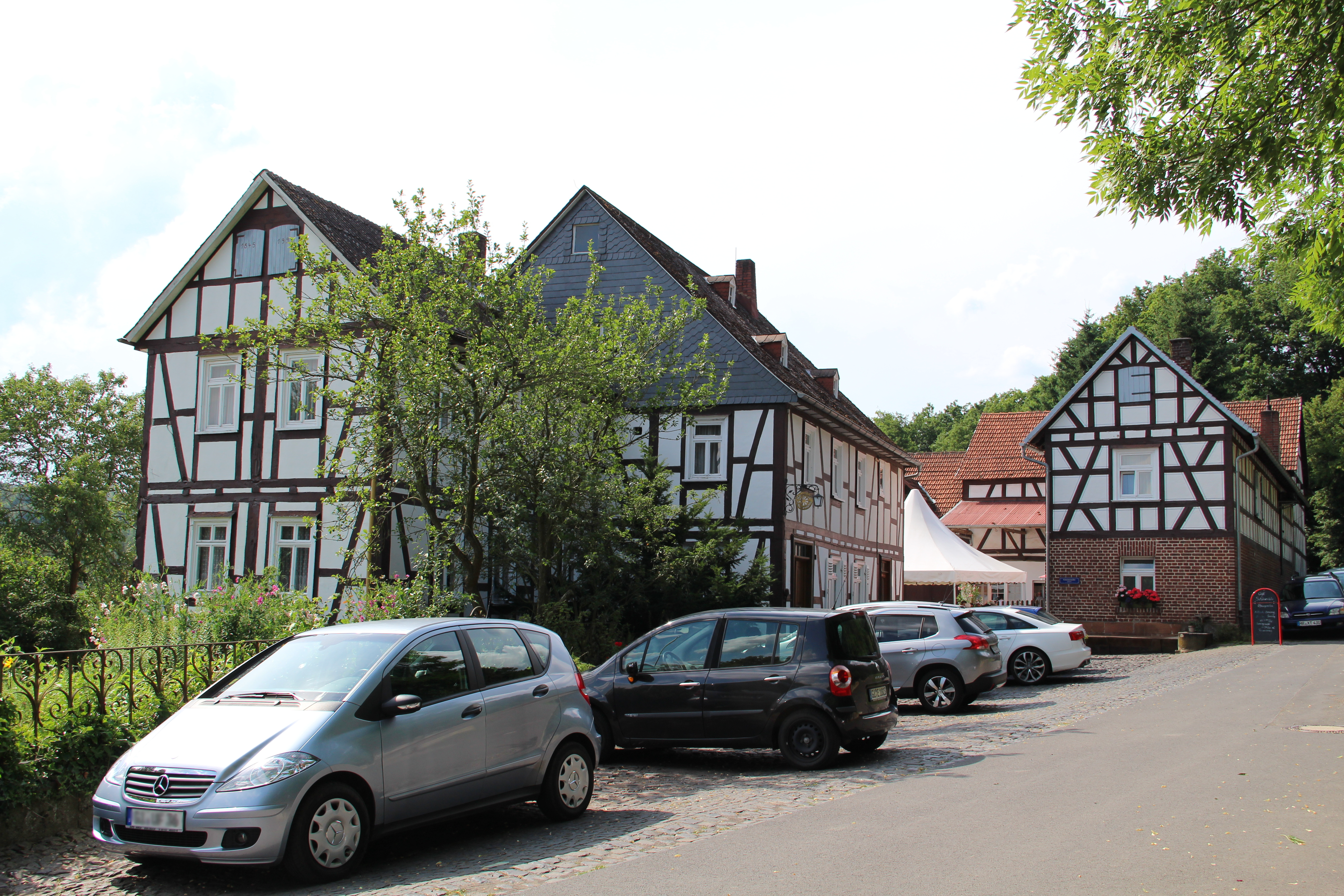
Schönemühle

## Persönlichkeiten
- Ludwig Bodenbender (1891–1962), Politiker
- Fredrik Vahle (* 1942), Liedermacher und Autor, lebt in Salzböden